# Peyerimhoffia infera
Peyerimhoffia infera är en tvåvingeart som beskrevs av Pekka Vilkamaa och Heikki Hippa 2005. Peyerimhoffia infera ingår i släktet Peyerimhoffia, och familjen sorgmyggor. Arten är reproducerande i Sverige.